# Magie Noire (bande dessinée)
Pour les articles homonymes, voir Magie noire.

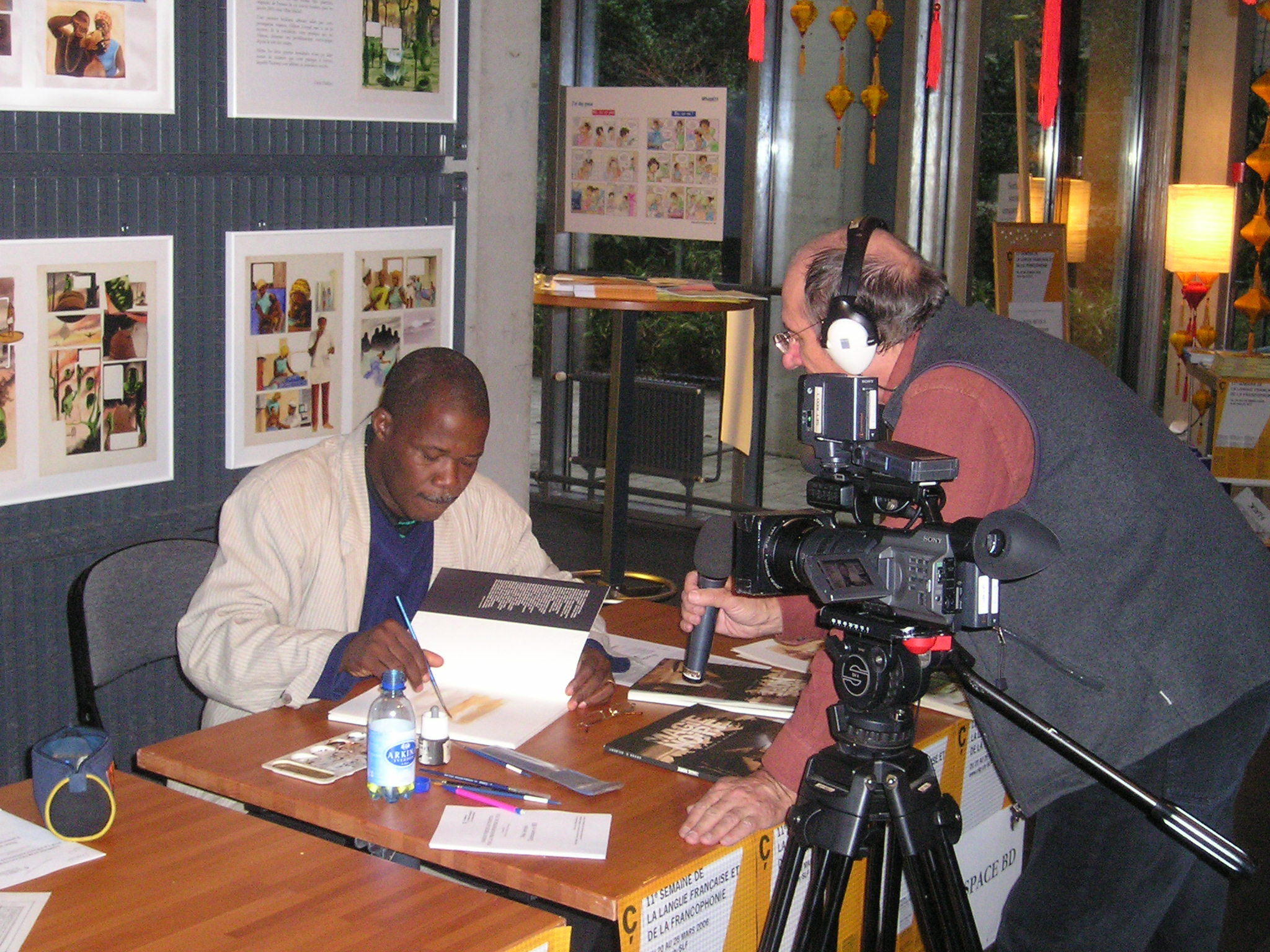
Gilbert G. Groud présente son nouveau livre le 20 mars 2006.

Magie noire est une bande-dessinée de Gilbert G. Groud.

## Éditions
- Gilbert G. Groud: Magie Noire, Albin Michel, Paris 2003,  (ISBN 2-226-13642-8)
- Gilbert G. Groud: Magie noire, Tome 2 Vent des savanes, 2008,  (ISBN 978-2356260116)